# 울산군 (선거구)
울산군은 대한민국의 옛 국회의원 선거구이다. 당시 경상남도 울산군 지역을 관할했다.

## 역사
1991년 1월 1일, 울주군의 명칭이 울산군으로 변경되었다. 이에 제14대 국회의원 선거를 앞두고 울주군 선거구가 울산군 선거구로 개편되었다.
1995년 1월 1일을 기해 경상남도 울산시와 울산군이 통합되었다. 이에 울산군 지역을 관할로 하는 울산시 울주구가 설치되었다. 이로 인해 대한민국 제15대 국회의원 선거에서 울산시 울주구 선거구로 개편되었다.

## 역대 국회의원
| 선거   | 정당 | 정당       | 의원   |
| ------ | ---- | ---------- | ------ |
| 1992년 |      | 민주자유당 | 김채겸 |

## 역대 선거 결과

### 대한민국 제14대 국회의원 선거
|  | 39.61% |

|  | 35.42% |

|  | 23.47% |

|  | 1.48% |